# Sulfisossazolo
Il  sulfisossazolo  è un principio attivo della classe dei sulfamidici.

## Indicazioni
Viene indicato in presenza di infezioni alle vie urinarie (vaginiti, cistiti).

## Controindicazioni
Controindicata in caso di gravidanza (nell'ultimo trimestre), ipersensibilità nota al farmaco e se si mostra porfiria.

## Effetti indesiderati
Alcuni degli effetti indesiderati sono vomito, discrasie, nausea e cristalluria.